# Amphilophus nourissati
Amphilophus nourissati és una espècie de peix de la família dels cíclids i de l'ordre dels perciformes.

## Morfologia
Els mascles poden assolir els 22 cm de longitud total.

## Distribució geogràfica
Es troba a la conca del riu Usumacinta (zona atlàntica de Mèxic i Guatemala).